# IC 1229
IC 1229 је спирална галаксија у сазвјежђу Змај која се налази на листи објеката дубоког неба у Индекс каталогу.
Деклинација објекта је + 51° 18' 29" а ректасцензија 16h 44m 58,7s. Привидна величина (магнитуда) објекта IC 1229 износи 15,7 а фотографска магнитуда 16,5. IC 1229 је још познат и под ознакама MCG 9-27-72, PGC 58902.